# Caveolina
Le caveoline sono proteine di membrana principali costituenti delle caveole, invaginazioni delle membrane plasmatiche presenti in alcune zone delle membrane biologiche a doppio strato fosfolipidico.
Le caveole sono coinvolte nell'endocitosi indipendente da recettori e, a differenza della clatrina, non destinano il materiale rivestito alla digestione ad opera dei lisosomi; infatti esse trasportano il materiale ad apparati cellulari (Es: Golgi) che lo modifichino. In tal modo ne permettono il riutilizzo. Hanno una tipica forma a fiasco, a differenza della forma a canestro delle clatrine.
Le caveoline interagiscono con molecole segnale e costituiscono l'impalcatura per organizzare i preassemblati complessi della segnalazione intracellulare (Ras, src, proteine G, PKC, RhoA).
Le caveoline sono codificate da almeno 3 geni nei vertebrati.
In seguito a oligomerizzazione nel reticolo endoplasmatico, interagiscono con i glicosfingolipidi (lipidi di membrana).
Presentano un dominio carbossi-terminale in grado di interagire con le membrane; un dominio di oligomerizzazione; un dominio transmembrana e un dominio amino-terminale di interazione con le membrane, noto anche come CSD (Caveolin Scaffolding Domain). Le caveoline subiscono inoltre modificazioni post-traduzionali che vedono l'aggiunta di gruppi palmitoilici.
Il CSD è composto da 21 amminoacidi e può essere considerata una sequenza "velcro" perché è questa la parte della caveolina coinvolta nei processi di oligomerizzazione e nel riconoscimento di altre proteine e colesterolo.